# Museu do Rio
O Museu do Rio é um núcleo museológico na povoação de Guerreiros do Rio, no concelho de Alcoutim, na região do Algarve, em Portugal.

## Descrição
Este edifício está situado na margem do Rio Guadiana, e tem como principal objectivo explicar as relações sociais e económicas entre as populações e o rio, como a pesca, o contrabando e as explorações mineiras, possuindo réplicas de várias embarcações que navegavam ao longo do rio até meados da década de 1960. Também presta informação sobre a fauna e a flora do rio.
O Museu do Rio possui um auditório e um gabinete de estudos.